# Lenguas mondé
La subfamilia de lenguas mondé es un conjunto de seis lenguas amerindias habladas en Brasil. Una lengua del grupo está extinguida, y al menos otras dos en peligro de extinción. Es una subfamilia del tronco tupí, la de mayor extensión geográfica en el territorio de América del Sur.
| Lengua             | Dialectos                            | Cobertura geográfica                                           | N.º estimado de hablantes            | Código ISO/DIS 639-3 |
| ------------------ | ------------------------------------ | -------------------------------------------------------------- | ------------------------------------ | -------------------- |
| Aruá               | Aruáshi                              | Rondônia (Brasil)                                              | 12 (1990) Casi extinto               | [arx]                |
| Cinta larga        |                                      | Mato Grosso (Brasil)                                           | 1.000 (2000) 1.300 (2009)            | [cin]                |
| Gavião do Jiparaná | Gavião, zoró (panginey, cabeça seca) | Rondônia (Brasil)                                              | 550 (2000) 470 (2002)                | [gvo]                |
| Kanoé              |                                      | Río Guaporé, Rondônia (Brasil)                                 | Extinto. Población étnica < 150      | [kxo]                |
| Mondé              |                                      | Rondônia (Brasil)                                              | 30 (1995) 30-200 (1997) Casi extinto | [mnd]                |
| Suruí              |                                      | 10 aldeas en la frontera entre Mato Grosso y Rondônia (Brasil) | 800 (2000) 920 (2003)                | [sru]                |